# Mangora jumboe
Mangora jumboe là một loài nhện trong họ Araneidae.
Loài này thuộc chi Mangora. Mangora jumboe được Herbert Walter Levi miêu tả năm 2007.